# Спокійний день наприкінці війни
«Спокійний день наприкінці війни» — радянський короткометражний художній фільм 1970 року, дипломна режисерська робота в кіно Микити Михалкова за мотивами повісті Рустама Ібрагімбекова «Спокійний день».

## Сюжет
1944 рік. Фронт пішов на захід, і на звільненій території Білорусі війна закінчилася. У старій церкві відсиджуються два поранених солдата: один — наївно-мрійливий, відкритий і веселий солдат Андрюша з-під Вологди, інший — втомлений, цинічний сержант. Андрюша знаходить кинуті німцями ящики з краденими картинами. Щоб розглянути їх, він не дає забрати картини машині, що приїхала, кажучи, що не віддасть їх без документа. На машині їде сержант, однак через брак місця дівчина-казашка Адалат залишається чекати інший транспорт. Андрюша розвішує картини на стіні сараю і милується ними. Андрюша і Адалат розмовляють, сміються, купаються в річці, і все нагадує звичайний мирний день. Але, повернувшись з річки, вони помічають у сараїв групу німецьких солдатів. Їх небагато, і у хлопця є шанс впоратися з ворогами. Він все вірно розрахував, і діє спокійно, по одному вбиваючи ворогів. В результаті залишається в живих тільки один німецький солдат, який підпалює сарай з картинами. Рятуючи картини від вогню, Андрій гине. Адалат стріляє в тікаючого німецького солдата, але промахується, і той тікає. Адалат складає картини і вночі дзвонить у дзвін на дзвіниці, щоб привернути увагу машин, які далеко проїжджають.

## У ролях
- Сергій Никоненко —  Андрій
- Наталія Арінбасарова —  Адалат
- Олександр Кайдановський —  сержант
- Ірина Дьоміна —  експерт
- Юрій Богатирьов —  німець
- Лев Дуров —  німець
- Олександр Пороховщиков —  німець
- Валентин Смирнитський —  німець
- Олександр Юдін — епізод

## Знімальна група
- Режисер — Микита Михалков
- Сценарист — Рустам Ібрагімбеков
- Оператор — Дмитро Коржихіна
- Композитор — Едуард Артем'єв
- Художник — Ірина Шретер